# Nicole Seifert (Autorin)

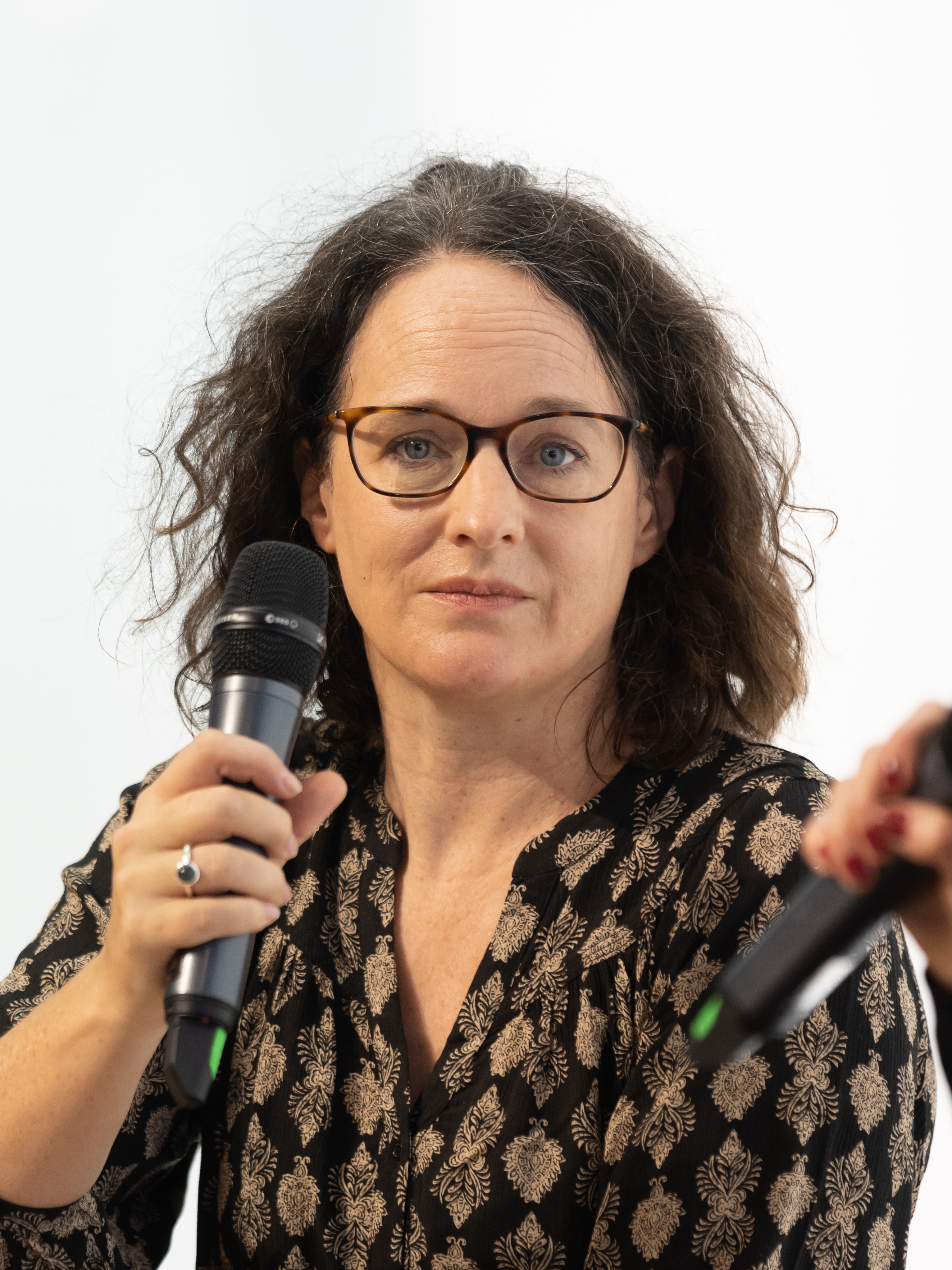
Nicole Seifert (2021)

Nicole Seifert (* 1972) ist eine deutsche Autorin und literarische Übersetzerin.      

## Berufsweg
Nicole Seifert absolvierte eine Ausbildung als Verlagsbuchhändlerin im S. Fischer Verlag und studierte Amerikanistik sowie allgemeine und vergleichende Literaturwissenschaft in Berlin. 2006 wurde sie an der Humboldt-Universität in Berlin promoviert. Das Thema ihrer 2008 veröffentlichten Dissertation waren die autobiographischen Aufzeichnungen der Schriftstellerinnen Virginia Woolf, Katherine Mansfield und Sylvia Plath, die nach dem Tod der Autorinnen von ihren Ehemännern (Leonard Woolf, John Middleton Murry, Ted Hughes) herausgegeben wurden.
Seifert lebt und arbeitet seit 2006 als Autorin und Übersetzerin, zunächst auch als Lektorin, in Hamburg. Sie hat eine größere Zahl von Übersetzungen aus dem Englischen ins Deutsche erarbeitet, darunter sind die Werke von Schriftstellern wie Sarah Moss (Gezeitenwechsel, Schlaflos, Sommerhelle Nächte. Unser Jahr in Island, Wo Licht ist und Zwischen den Meeren), Katie Arnold-Ratliff, Adrienne Brodeur, Therese Fowler, Daisy Goodwin, Joanna Guest, Sam Parangi, Frances Partridge, Phil Rickman, Nikola Scott, Shari Shattuck, Julia Strachey und Stefan Tenner.
2018 startete Nicole Seifert den Literaturblog Nacht und Tag, dessen Fokus neue und wieder entdeckte Literatur von Frauen ist. Sie war Jurorin beim Hubert-Fichte-Preis 2020 und beim 2021 ins Leben gerufenen Christine-Literaturpreis der BücherFrauen.
Sie ist Mitgründerin des PEN Berlin.

## FrauenLiteratur. Abgewertet, vergessen, wiederentdeckt
2021 veröffentlichte Nicole Seifert ihr Buch FrauenLiteratur. Abgewertet, vergessen, wiederentdeckt, ein Auszug daraus war bereits vorab erschienen. In dem Buch kritisiert sie den Begriff der Frauenliteratur und analysiert die Strukturen, die dazu führen, dass auch heute noch Frauen im Literaturbetrieb weniger rezipiert werden. Auf dem Titelblatt des Buchs ist „Frauen“ durchgestrichen, was die Autorin zum einen damit begründet, dass das Gegenstück zu „Frauenliteratur“ „Literatur“ sei, das Äquivalent „Männerliteratur“ gebe es dagegen nicht. Der Begriff „Frauenliteratur“ könne daher „eigentlich weg“. Zum anderen fördere der Begriff das Übersehen „weiblicher Traditionslinien in der Literaturgeschichte“, Autorinnen würden „aus Kanon und Curriculum getilgt“.
In ihrem Buch hat Seifert einen persönlichen Zugang zu ihrem Thema gewählt. So berichtet sie zunächst von ihrem Büchertagebuch, das sie nach Vorbild ihres Vaters seit ihrem 12. Lebensjahr führt, und das sie in den 1990er Jahren auf die von ihr gelesenen Werke von Autorinnen durchgesehen hat. Das Buch wendet sich nicht nur an ein Fachpublikum, sondern an die interessierte Öffentlichkeit, für die sie teils schon bekannte Erkenntnisse aufbereitet und zusammengefasst hat. Seifert beruft sich dabei unter anderem auf Joanna Russ und ihr Werk How to Suppress Women’s Writing wie auch auf den 2019 an der Universität in Rostock erstellten Datenreport #frauenzählen.
Seifert kritisiert nicht nur – mit Verweis auf die Studie #frauenzählen –, dass Rezensionen zu Büchern von Autorinnen überwiegend von Rezensentinnen, aber kaum von Rezensenten verfasst werden. In den wenigen von Männern geschriebenen Rezensionen werde zudem oft das Äußere der Schriftstellerinnen ausführlicher als ihre Werke behandelt. Dazu käme, dass schon bei der Veröffentlichung Autorinnen bei den Verlagen höhere Hürden zu überwinden hätten als Autoren. Gerade  bei gehobener Literatur hätten Bücher von Frauen in den letzten Jahren nur einen Anteil von einem Drittel im Programm deutschsprachiger Verlage gehabt. Tests mit anonymisierten oder geschlechtlich getauschten Autorennamen hätten gezeigt, dass Texte von Frauen erfolgreicher sind, solange nicht bekannt sei, dass sie von einer Autorin geschrieben wurden.
Seifert verweist auch darauf, dass die Erfahrungswelten von Autoren und Autorinnen sich oft sozial, politisch, ökonomisch und kulturell unterschieden, Das führe oftmals dazu, dass Autorinnen andere Themen in ihren Texten behandeln und andere ästhetische Ausdrucksformen wählten. Wie Seifert in einem Interview mit der taz betonte, sind „bestimmte Bilder, Metaphern und Themen in der Literatur von Frauen omnipräsent […]. Das Thema Ausgeschlossen- und Eingeschlossensein würde zum Beispiel von Autorinnen verstärkt behandelt. Zum Beispiel das Ausgeschlossensein aus der Gesellschaft, das Eingeschlossensein im Haus und die Erwartungen, die an Frauen gestellt wurden und werden. Autorinnen beschreiben über Jahrzehnte und Jahrhunderte, wie Protagonistinnen krank werden, weil sie versuchen diese Erwartungen zu erfüllen. Und das zieht sich bis heute durch.“
Auf diese anderen Themen ließen sich männliche Rezensenten oft nicht ein und werteten sie ab. Als Beispiel nennt Seifert einen bekannten sexistischen Ausbruch des Literaturkritikers Marcel Reich-Ranicki: „Wen interessiert, was die Frau denkt, was sie fühlt, während sie menstruiert? Das ist keine Literatur – das ist ein Verbrechen“. Die Abwertung erklärt Seifert mit dem „erlernten Blick“ unserer Kultur, wenn zum Beispiel in der Schule fast nur Bücher von Autoren gelesen werden und so vermittelt wird, dass Autorinnen und ihre Themen wie auch weibliche Protagonisten nicht bedeutend genug für den Kanon sind.
Anhand eines Vergleichs von Theodor Fontanes Roman Effi Briest (1894/5) mit Gabriele Reuters Aus guter Familie (1895) – beide Romane erzählen von unglücklich verheirateten Frauen – zeigt Seifert die unterschiedlichen Mechanismen der Rezeption auf, die in einem Fall dazu führte, dass Effie Briest kanonisiert wurde, Aus guter Familie dagegen nicht.
Eva Behrend meinte in der taz zu Seiferts Essay, es würde „kurz und vielleicht manchmal zu bündig [erklären], wie strukturelle Misogynie weibliches Schreiben lange Zeit abgewertet, unter Trivialitätsverdacht gestellt und aus dem Diskurs gedrängt hat.“ Maja Pfeifle fasste in SWR2 zusammen: „Seifert bleibt bei all ihren Erläuterungen nicht abstrakt, sondern untermauert jeden ihrer Punkte mit konkreten Beispielen. Sie kennt sich im Literaturbetrieb aus und das merkt man ihrem Buch an“. Ralf Löchel wünschte Seiferts Buch „ein möglichst großes und breites Publikum […]. Denn etliche ihrer Erkenntnisse über den Gender Gap in Literaturgeschichte und -betrieb mögen zwar nicht sonderlich neu sein, doch muss offenbar immer und immer wieder auf sie hingewiesen werden. Und zwar so lange, bis er geschlossen ist.“ Andrea Heinze bezeichnete im Standard Seiferts Frauen Literatur als „ungemein kluges, fundiertes, ein wichtiges Buch.“ Tanja Raich kam zu dem Schluss: „Nach der Lektüre bleibe ich jedenfalls zurück mit einer Fülle von Aufträgen: mehr Autorinnen zu lesen, Verlagsprogramme diverser zu gestalten, Autorinnen wiederzuentdecken, wie es die US-Verlage schon seit Jahren erfolgreich tun, und: Autorinnen bekannt zu halten, dafür zu sorgen, dass ihr ganzes Werk die Aufmerksamkeit erhält, die ihm zusteht.“

## Werke
Autorin:
- Von Tagebüchern und Trugbildern. Die autobiographischen Aufzeichnungen von Katherine Mansfield, Virginia Woolf und Sylvia Plath. Kadmos, Berlin 2008, ISBN 978-3-86599-061-7.
- FrauenLiteratur. Abgewertet, vergessen, wiederentdeckt. Kiepenheuer & Witsch, Köln 2021, ISBN 978-3-462-00236-2.
- „Einige Herren sagten etwas dazu“. Die Autorinnen der Gruppe 47. Kiepenheuer & Witsch, Köln 2024, ISBN 978-3-462-00353-6.

Herausgeberin:
- O Welt in einem Ei. Das Oster-Lesebuch. Fischer Taschenbuch, Frankfurt am Main 2009; 2014, ISBN 978-3-596-51321-5.
- Hochzeit? Hochzeit! Erzählungen von Heiratsanträgen, Fluchtversuchen und der großen Liebe. Edition Fünf, Hamburg 2017, ISBN 978-3-942374-87-3.
- Virginia Woolf: Schreiben für die eigenen Augen. Aus den Tagebüchern 1915 - 1941. Fischer, Frankfurt am Main 2012, ISBN 978-3-596-90457-0.
- Das klassische Weihnachtsbuch. Fischer Taschenbuch, Frankfurt am Main 2008; 2017, ISBN 978-3-596-52150-0.

Übersetzerin:
- Julia Strachey: Heiteres Wetter zur Hochzeit. Aus dem Englischen von Nicole Seifert, Nachwort von Frances Partridge. Dörlemann, Zürich 2021, ISBN 978-3-908778-83-7. Rezension von Manuela Reichart[21]
- Shirley Jackson: Krawall und Kekse. Aus dem Englischen von Nicole Seifert. Arche Literatur Verlag, Zürich 2022, ISBN 978-3-7160-2816-2.

## Auszeichnungen
- 2019 Buchblog Award des Börsenblatts für ihren Literaturblog Nacht und Tag[4]
- 2024: Luise-Büchner-Preis für Publizistik[22]